# Torneo di Wimbledon 2012 - Doppio maschile per invito
Jacco Eltingh e Paul Haarhuis erano i detentori del titolo ma non sono riusciti a superare il gruppo B.
Greg Rusedski e Fabrice Santoro hanno sconfitto in finale Thomas Enqvist e Mark Philippoussis per 6(3)–7, 6-4, [11-9].

## Tabellone

### Legenda
| - Q = Qualificato - WC = Wild card - LL = Lucky loser | - ALT = Alternate - SE = Special Exempt - PR = Protected Ranking | - w/o = Walkover - r = Ritirato - d = Squalificato |

### Finale
|  | Finale                            |                                   |    |   |      |  |
|  |                                   |                                   |    |   |      |  |
|  | Greg Rusedski Fabrice Santoro     | Greg Rusedski Fabrice Santoro     | 63 | 6 | [11] |  |
|  | Thomas Enqvist Mark Philippoussis | Thomas Enqvist Mark Philippoussis | 7  | 4 | [9]  |  |

### Gruppo A
|  |                                 | Eltingh Haarhuis | Gimelstob Martin | Ivanišević Pioline | Rusedski Santoro | RR W–L | Set W–L | Game W–L | Posizione |
|  | Jacco Eltingh Paul Haarhuis     |                  | 6–4, 6–4         | 6–2, 6–3           | 5–7, 6–2, [7–10] | 2–1    | 5–2     | 36–23    | 2         |
|  | Justin Gimelstob Todd Martin    | 4–6, 4–6         |                  |                    | 5–7, 4–6         | 0–2    | 0–4     | 17–25    | 3         |
|  | Goran Ivanišević Cédric Pioline | 2–6, 3–6         |                  |                    | 3–6, 4–6         | 0–2    | 0–4     | 12–24    | 4         |
|  | Greg Rusedski Fabrice Santoro   | 7–5, 2–6, [10–7] | 7–5, 6–4         | 6–3, 6–4           |                  | 3–0    | 6–1     | 35–28    | 1         |

La classifica viene stilata in base ai seguenti criteri: 1) Numero di vittorie; 2) Numero di partite giocate; 3) Scontri diretti (in caso di due giocatori pari merito ); 4) Percentuale di set vinti o di games vinti (in caso di tre giocatori pari merito ); 5) Decisione della commissione.

### Gruppo B
|  |                                   | Björkman Woodbridge | Enqvist Philippoussis | Ferreira Wilkinson | Krajicek Petchey | RR W–L | Set W–L | Game W–L | Posizione |
|  | Jonas Björkman Todd Woodbridge    |                     | 5–7, 2–6              | 4–6, 6–1, [10–12]  | 6–2, 4–6, [10–8] | 1–2    | 3–5     | 29–29    | 2         |
|  | Thomas Enqvist Mark Philippoussis | 7–5, 6–2            |                       | 6–3, 6–4           | 6–3, 6–4         | 3–0    | 6–0     | 37–22    | 1         |
|  | Wayne Ferreira Chris Wilkinson    | 6–4, 1–6, [12–10]   | 3–6, 4–6              |                    | 6–4, 1–6, [6–10] | 1–2    | 3–5     | 22–34    | 4         |
|  | Richard Krajicek Mark Petchey     | 2–6, 6–4, [8–10]    | 3–6, 4–6              | 4–6, 6–1, [10–6]   |                  | 1–2    | 3–5     | 26–31    | 3         |

La classifica viene stilata in base ai seguenti criteri: 1) Numero di vittorie; 2) Numero di partite giocate; 3) Scontri diretti (in caso di due giocatori pari merito ); 4) Percentuale di set vinti o di games vinti (in caso di tre giocatori pari merito ); 5) Decisione della commissione.